# Modelagem de equações estruturais

Figura 1. Um exemplo de modelo de equação estrutural. As variáveis latentes são normalmente indicadas com ovais e as variáveis observadas são mostradas em retângulos. Resíduos e variações são desenhados como setas de duas pontas (mostradas aqui) ou setas simples e um círculo. Observe que a variação latente do QI é fixada em 1 para fornecer escala ao modelo. A Figura 1 mostra os erros de medição influenciando cada indicador de inteligência latente e cada indicador de realização latente. Nem os indicadores nem os erros de medição dos indicadores são modelados como influenciando as variáveis latentes, mas poderiam se o pesquisador optasse por modelá-los.

Modelagem de equações estruturais (structural equation modeling ou SEM em inglês) é um rótulo para um conjunto diversificado de métodos usados por cientistas em pesquisas experimentais e observacionais nas ciências, negócios  e outros campos. É mais usado nas ciências sociais e comportamentais.
SEM envolve a construção de um modelo, uma representação informativa de algum fenômeno observável ou teórico. Neste modelo, diferentes aspectos de um fenômeno são teorizados para serem relacionados uns aos outros com uma estrutura. Essa estrutura é um sistema de equações, mas geralmente é projetada em papel ou usando um computador com setas e símbolos (também conhecido como notação de caminho, conforme mostrado na Figura 1). A estrutura implica relações estatísticas e muitas vezes causais entre variáveis, termos de erro e pode incluir várias equações. A equação (ou equações) em SEM são propriedades matemáticas e estatísticas que são implícitas no modelo e suas características estruturais, e então estimadas com algoritmos estatísticos (geralmente baseados em álgebra matricial e modelos lineares generalizados) usando dados experimentais ou observacionais.
As críticas aos métodos SEM apontam para problemas de formulação matemática, uma tendência a aceitar modelos sem estabelecer validade externa e viés filosófico inerente aos procedimentos padrão.
Embora nem sempre haja limites claros do que é e o que não é SEM, o processo geralmente envolve modelos de caminho (veja também análise de caminho) e modelos de medição (veja também análise fatorial) e sempre emprega modelos estatísticos e programas de computador para investigar conexões estruturais entre as variáveis latentes subjacentes às variáveis reais extraídas dos dados observados.
O kit de ferramentas SEM inclui análise fatorial confirmatória, análise composta confirmatória, análise de caminho, modelagem multigrupo, modelagem longitudinal, modelagem de caminho de mínimos quadrados parciais, modelagem de crescimento latente e modelagem hierárquica ou multinível. O uso do SEM é comumente justificado nas ciências sociais porque é uma forma de identificar variáveis latentes que se acredita existirem, mas não podem ser observadas diretamente na realidade.
Um modelo hipotético sugerindo que a inteligência (medida por quatro perguntas) pode prever o desempenho acadêmico (medida pelo SAT, ACT e GPA do ensino médio) é mostrado na Figura 1. O conceito de inteligência humana não pode ser medido diretamente da mesma forma que se pode medir altura ou peso. Em vez disso, os pesquisadores têm uma teoria e conceituação de inteligência e, em seguida, projetam instrumentos de medição, como um questionário ou teste, que fornece vários indicadores de inteligência. Esses indicadores são então combinados em um modelo para criar uma maneira plausível de medir a inteligência como uma variável latente (o círculo para inteligência na Figura 1) a partir dos indicadores (caixas quadradas com escala de 1 a 4 na Figura 1).

## História
A modelagem de equações estruturais tem suas raízes no trabalho de Sewall Wright, que aplicou interpretações causais explícitas a equações de regressão baseadas em efeitos diretos e indiretos de variáveis observadas na genética populacional. Lee M. Wolfle compilou uma história bibliográfica anotada do método de coeficiente de trajetória de Wright que hoje conhecemos como modelagem de caminho. Wright acrescentou dois elementos importantes à prática padrão de usar a regressão para prever um resultado. Estes foram (1) combinar informações de mais de uma equação de regressão usando (2) uma abordagem causal para modelagem de regressão em vez de meramente preditiva. Wright consolidou seu método de análise de caminhos em seu artigo de 1934 "O Método dos Coeficientes de Caminho".
Otis Dudley Duncan introduziu o método às ciências sociais em 1975  e ele floresceu ao longo dos anos 1970 e 1980. Abordagens de modelagem diferentes, mas matematicamente relacionadas, foram desenvolvidas na psicologia, sociologia e economia. A convergência de duas dessas correntes de desenvolvimento (análise fatorial na psicologia e análise de trajetória na sociologia) produziu o núcleo atual do método, embora haja grande sobreposição com práticas econométricas empregando equações simultâneas e exógenas (variáveis causais).

## Abordagem geral para SEM
Embora cada técnica da família SEM seja diferente, os seguintes aspectos são comuns a muitos métodos SEM: 1) Equação (modelo ou especificação de equação), 2) Estimação de parâmetros livres, 3) Avaliação e ajuste de modelos, 4) Explicação e comunicação, bem como execução de resultados.

### Especificação do modelo
Dois componentes principais dos modelos são distinguidos no SEM: o modelo estrutural mostrando as potenciais dependências causais entre variáveis endógenas e exógenas, e o modelo de medição mostrando as relações entre as variáveis latentes e seus indicadores. Os modelos de análise fatorial exploratória e confirmatória, por exemplo, contêm apenas a parte de medição, enquanto os diagramas de caminho podem ser vistos como SEMs que contêm apenas a parte estrutural.

### Estimativa de parâmetros livres
A estimação dos parâmetros é feita comparando as matrizes de covariância reais que representam as relações entre as variáveis e as matrizes de covariância estimadas do modelo de melhor ajuste. Isso é obtido por meio da maximização numérica via maximização de expectativa de um critério de ajuste conforme fornecido pela estimativa de máxima verossimilhança, estimativa de quase máxima verossimilhança, mínimos quadrados ponderados ou métodos assintoticamente livres de distribuição.

### Avaliação de modelos e ajuste de modelo
Tendo estimado um modelo, os analistas desejarão interpretá-lo. Os caminhos estimados podem ser tabulados e/ou apresentados graficamente como um modelo de caminho. O impacto das variáveis é avaliado usando regras de rastreamento de caminho.

### Modificação do modelo
O modelo pode precisar ser modificado para melhorar o ajuste, estimando assim as relações mais prováveis entre as variáveis. Muitos programas fornecem índices de modificação que podem orientar pequenas mudanças. Os índices de modificação relatam a mudança em χ² que resulta da liberação de parâmetros fixos: geralmente, portanto, adicionando um caminho a um modelo que está atualmente definido como zero. As modificações que melhoram o ajuste do modelo podem ser sinalizadas como possíveis alterações que podem ser feitas no modelo. Modificações em um modelo, especialmente o modelo estrutural, são mudanças na teoria alegada como verdadeira. As modificações, portanto, devem fazer sentido em termos da teoria que está sendo testada, ou ser reconhecidas como limitações dessa teoria. Mudanças no modelo de mensuração são efetivamente afirmações de que os itens/dados são indicadores impuros das variáveis latentes especificadas pela teoria.

### Tamanho e potência da amostra
Embora os pesquisadores concordem que grandes tamanhos de amostra são necessários para fornecer potência estatística suficiente e estimativas precisas usando SEM, não há consenso geral sobre o método apropriado para determinar o tamanho adequado da amostra.   Geralmente, as considerações para determinar o tamanho da amostra incluem o número de observações por parâmetro, o número de observações necessárias para que os índices de ajuste funcionem adequadamente e o número de observações por grau de liberdade.  Pesquisadores propuseram diretrizes baseadas em estudos de simulação, experiência profissional e fórmulas matemáticas.

### Explicação e comunicação
O conjunto de modelos é então interpretado para que as afirmações sobre os construtos possam ser feitas, com base no modelo de melhor ajuste.

## Software específico para SEM
Existem também vários pacotes para o ambiente estatístico de software livre R. O pacote OpenMx R fornece uma versão de código aberto e aprimorada do aplicativo Mx. Outro pacote R de código aberto para SEM é o lavaan.
Os estudiosos consideram uma boa prática relatar qual pacote de software e versão foram usados para análise SEM porque eles têm recursos diferentes e podem usar métodos ligeiramente diferentes para executar técnicas com nomes semelhantes. 